# Estadio Yadegar-e-Emam
El Estadio Yadegar-e-Emam (Sahand) es un estadio multiusos ubicado en la ciudad de Tabriz en Irán, y es actualmente el segundo estadio más grande de Irán solo por debajo del estadio Azadi en Teherán. Se usa para la práctica de fútbol y de atletismo. El estadio fue inaugurado en 1996 y tiene una capacidad de 80 450 personas. El club Tractor Sazi de la Liga Profesional disputa aquí sus partidos.
El estadio se comenzó a construir en 1989 y fue inaugurado oficialmente el 19 de enero de 1996, por el presidente iraní Ali Akbar Hashemi Rafsanjani. El estadio forma parte de la villa olímpica de Tabriz.

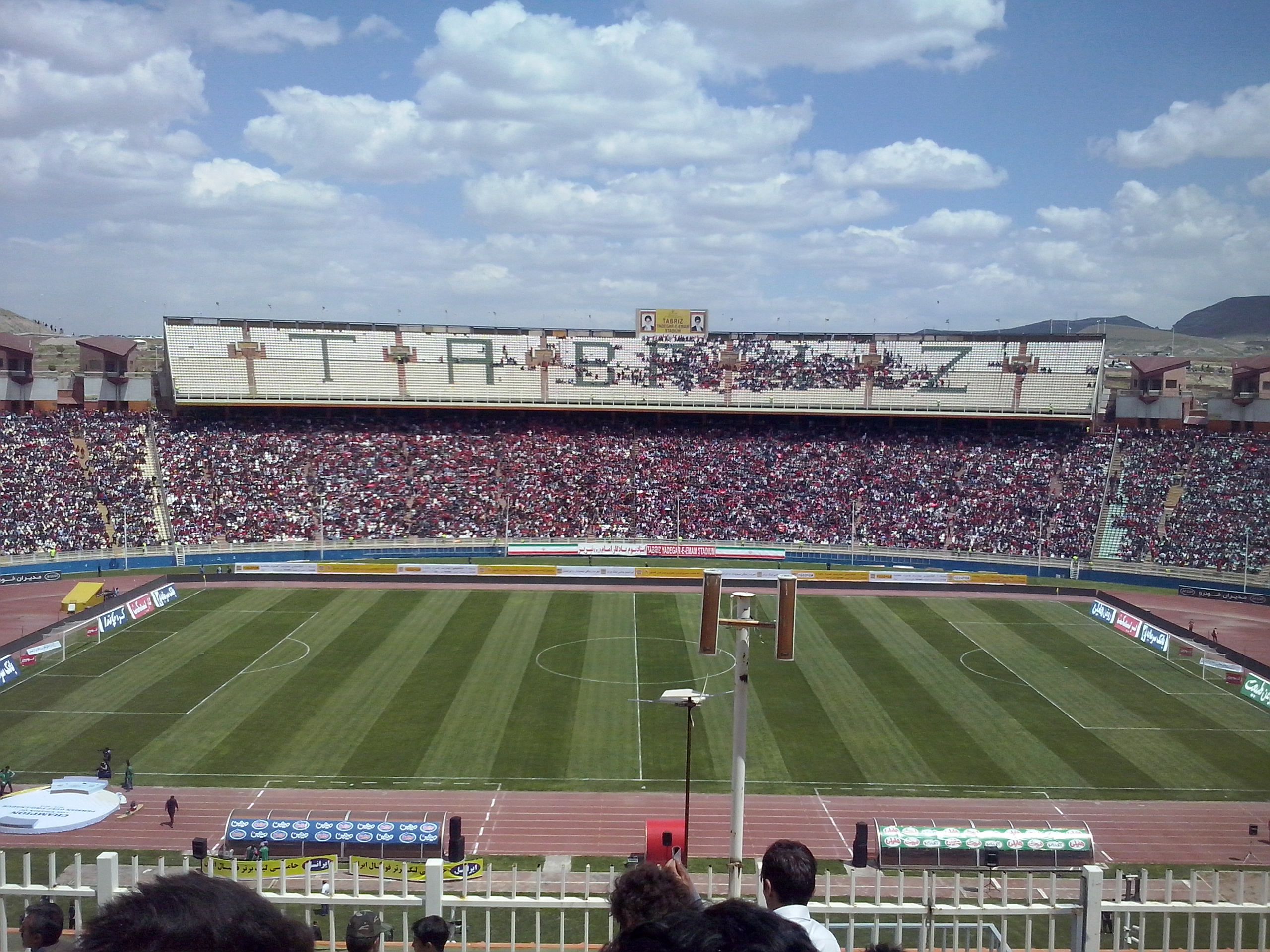